# Cyclisme aux Jeux d'Asie du Sud-Est de 2015
Navigation
Édition précédente Édition suivante
Le cyclisme aux Jeux d'Asie du Sud-Est de 2015 est représenté par une discipline : le cyclisme sur route. Les six épreuves ont lieu à Singapour, du 11 au 14 juin 2015.

## Médaillés

### Hommes
| Épreuve          | Or              | Argent                       | Bronze        |
| ---------------- | --------------- | ---------------------------- | ------------- |
| Course en ligne  | Harrif Salleh   | Lê Văn Duẩn                  | Anuar Manam   |
| Contre-la-montre | Robin Manullang | Thurakit Boonratanathanakorn | Duc Tam Trinh |
| Critérium        | Harrif Salleh   | Lê Văn Duẩn                  | Vincent Ang   |

### Femmes
| Épreuve          | Or                    | Argent            | Bronze                |
| ---------------- | --------------------- | ----------------- | --------------------- |
| Course en ligne  | Nguyen Thi That       | Jutatip Maneephan | Nurul Suhada Zainal   |
| Contre-la-montre | Marella Vania Salamat | Chanpeng Nontasin | Chan Siew Kheng Dinah |
| Critérium        | Jutatip Maneephan     | Nguyen Thi That   | Jupha Somnet          |

## Tableau des médailles
Légende
- Le pays organisateur est en bleu lavande

| Rang  | Nation      | Or | Argent | Bronze | Total |
| ----- | ----------- | -- | ------ | ------ | ----- |
| 1     | Malaisie    | 2  | 0      | 3      | 5     |
| 2     | Viêt Nam    | 1  | 3      | 1      | 5     |
| 3     | Thaïlande   | 1  | 3      | 0      | 4     |
| 4     | Indonésie   | 1  | 0      | 0      | 1     |
| 4     | Philippines | 1  | 0      | 0      | 1     |
| 5     | Singapour   | 0  | 0      | 2      | 2     |
| Total | Total       | 6  | 6      | 6      | 18    |